# 夜霧の出来事
「夜霧の出来事」は麻丘めぐみの楽曲で、17枚目のシングル。1976年（昭和51年）9月5日ビクターエンターテインメント（現・ビクターエンタテインメント）より発売。

## 収録曲
- 全曲作詞：吉田健美

1. 夜霧の出来事
作曲：響わたる／編曲：あかのたちお
2. 風暦
作曲：杉本真人／編曲：川上了